# Euprosopomyia maculosa
Euprosopomyia maculosa är en tvåvingeart som beskrevs av Malloch 1929. Euprosopomyia maculosa ingår i släktet Euprosopomyia och familjen lövflugor. Inga underarter finns listade i Catalogue of Life.